# Pcheng Šu-č’
Pcheng Šu-č’ (čínsky pchin-jinem Péng Shùzhī, znaky 彭述之; 27. listopadu 1895 – 28. listopadu 1983) byl čínský komunistický revolucionář, ve 20. letech jeden z předních představitelů Komunistické strany Číny, v letech 1925–1927 byl členem vedení strany, řídil oddělení propagandy ústředního výkonného výboru. Roku 1927 z užšího vedení strany vypadl a roku 1929 byl jako trockista z KS Číny vyloučen. Ve třicátých letech byl několik let vězněn kuomintangskými úřady, poté v Šanghaji organizoval a vedl čínské trockisty. Roku 1949 z Číny emigroval, zprvu do Hongkongu a Saigonu, v letech 1951–1972 žil v Paříži, poté v USA.

## Život
Pcheng Šu-č’ se narodil 27. listopadu 1895 v okrese Sin-chua (dnes jeho rodiště leží v okresu Lung-chuej) v provincii Chu-nan.
V roce 1919 byl přijat na Literární fakultu Pekingské univerzity a ihned se zapojil do hnutí 4. května; v roce 1920 během pobytu v Šanghajské společnosti pro cizí jazyky vstoupil do Socialistického svazu mládeže Číny a následujícího roku jako jeden z prvních vstoupil do Komunistické strany Číny a byl vyslán na studijní pobyt do Moskvy, kde studoval na Komunistické univerzitě pracujících Východu. S Čchü Čchiou-pajem a Luo I-nungem vedli moskevskou organizaci KS Číny. Zúčastnil se kongresu pracujících Dálného východu pořádaného Komunistickou internacionálou v lednu 1922 a 5. kongresu Komunistické internacionály v červnu–červenci 1924.
Po návratu do Číny v září 1924 přednášel jako profesor společenských věd na Šanghajské univerzitě a na IV. sjezdu KS Číny v lednu 1925 byl zvolen členem ústředního výkonného výboru a jeho ústředního byra, jako vedoucí oddělení propagandy ústředního výkonného výboru (od února 1925 do března 1927) řídil agitační a propagandistickou činnost strany a během revoluce v letech 1925–1927 redigoval její ústřední časopis. V této době začal žít s Čchen Pi-lan (陳碧蘭), s níž se později oženil.
Roku 1926 podporoval Čchen Tu-sioua, generálního tajemníka ústředního výkonného výboru, v jeho odmítání podpory severního pochodu Kuomintangu, oba naopak prosazovali vystoupení KS Číny z Kuomintangu. Představitelé Kominterny v Číně podle instrukcí z Moskvy ale s pomocí Čchü Čchiou-paje, Čang Kuo-tchaoa a dalších členů vedení strany, kteří se postavili Čchen Tu-siouovi, prosadili opačnou politickou linii účasti na severním pochodu a zachování aliance s Kuomintangem. Čchen Tu-siou měl v komunistické straně mimořádnou autoritu, proto se opozice proti němu zaměřila na jeho spojence Pcheng Šu-č’a, v březnu 1927 odvolaného z vedení oddělení propagandy (které převzal Cchaj Che-sen); na V. sjezdu KS Číny v dubnu–květnu 1927 byl sice Pcheng Šu-č’ opět zvolen do ústředního výboru, ale ne už do politbyra.
V dubnu 1928 byl Pcheng odvolán z ústředního výboru. Roku 1929 v souvislosti s ozbrojenými střety mezi Sovětským svazem a vojsky Čang Süe-liang na Čínské východní dráze vyzvali Čchen Tu-siou, Pcheng Šu-č’ a další k přehodnocení politiky KS Číny bezvýhradně podporující Sovětský svaz. Vedení strany v Šanghaji a provinční výbor KS Číny v Ťiang-su a obvodní výbory strany v Šanghaji se shodly na vyloučení Pcheng Šu-č’a a dalších ze strany, jako trockistů. Rozhodnutí potvrdil i ústřední výbor, který mezi vyloučené přidal Čchen Tu-sioua. Čchen Tu-siouovi stoupenci poté založili vlastní politickou organizaci a roku 1931 trockistickou politickou stranu Komunistickou ligu Číny, ve kterém Pcheng Šu-č’ převzal vedení propagandy a agitace. Záhy byl zatčen kuomintangskou policií a uvězněn. Propuštěn byl až po vypuknutí druhé čínsko-japonské války roku 1937. Poté Pcheng vedl Komunistickou ligu Číny, v té době již členskou stranu trockistické Čtvrté internacionály, ale bez Čchen Tu-sioua, který se s nimi názorově rozešel. Po další roztržce Pcheng vedl „většinovou frakci“ Komunistické ligy Číny.
V roce 1949, v předvečer vítězství Komunistické strany Číny v Číně, Pcheng s rodinou uprchl ze Šanghaje do Hongkongu a poté v lednu 1950 do Saigonu ve Vietnamu. Poté, co byl jeho kolega trockista Liou Ťia-liang (刘家良) zatčen a zabit vietnamskými agenty, Pcheng v červnu 1951 opět uprchl, tentokrát do Paříže, tehdejšího sídla Čtvrté internacionály. V Paříži se jeho dcera Čcheng Jing-siang (程映湘) provdala za francouzského sinologa Clauda Cadarta. Ti později uspořádali, přeložili a vydali Pchengovy paměti s názvem L'envol du communisme en Chine.
V roce 1972 se Pcheng s manželkou přestěhovali do Los Angeles, kde i zemřel 28. listopadu 1983 ve věku 88 let.